# ۱۹۱ (عدد)
۱۹۱(صد و نود و یک) یک عدد طبیعی است که بعد از ۱۹۰ (عدد) و قبل از ۱۹۲ قرار دارد.